# Procle (religiós)
Procle o Pròcul (llatí: Proclus o Proculus, grec antic: Πρόκλος oΠρόκουλος) fou un religiós romà.
Era un dels principals seguidors de les doctrines de Montà. A la mort de Montà un grup de seguidors de Procle es van conèixer com a proclians. Aquesta secta creia que eren prou dolents per considerar que els que s'havien separat de l'església per les persecucions, s'havien de batejar per segona vegada si hi tornaven. Fabricius l'inclou a la Bibliotheca Graeca.